# استان‌های روسیه
کشور روسیه به ۸۳ واحد فدرال (+ ۶ واحد فدرال مورد مناقشه) تقسیم‌بندی شده‌است که ۴۶ واحد (+ ۲ واحد مورد مناقشه خرسون و زاپوریژیا) به صورت استان یا اوبلاست (به روسی: Область) اداره می‌شوند و در کنار دیگر واحدها، فدراسیون روسیه را تشکیل می‌دهند.

## فهرست استان‌های روسیه
- زرد: استان
- سبز: جمهوری خودمختار
- نارنجی: سرزمین
- بنفش: استان خودگردان
- قرمز: شهر فدرالی
- آبی: ناحیه خودگردان

| 1. آمور 2. آرخانگلسک 3. آستراخان 4. بیلگاراد 5. بریانسک 6. چلیابینسک 7. ایرکوتسک 8. ایوانوف 9. کالینینگراد 10. کالوگا 11. کمروو 12. کیروف 13. کوستروما 14. کورگان 15. کورسک 16. لنینگراد |  | 17. لیپتسک 18. ماگادان 19. مسکو 20. مورمانسک 21. نیژنی نووگورود 22. نووگورود 23. نووسیبیرسک 24. اومسک 25. اورنبورگ 26. اریول 27. پنزا 28. پسکوف 29. روستوف 30. ریازان 31. ساخالین 32. سامارا |  | 33. ساراتوف 34. اسمولنسک 35. سوردلوفسک 36. تامبوف 37. تومسک 38. تور 39. تولا 40. تیومن 41. اولیانوفسک 42. ولادیمیر 43. ولگوگراد 44. ولوگدا 45. ورونژ 46. یاروسلاول |

علاوه بر این استان ها، روسیه، ضمیمه ۲ استان خرسون و زاپوریژیا از خاک اوکراین به خاک خود را در سال ۲۰۲۰ اعلام کرد که از لحاظ بین‌المللی به رسمیت شناخته نشده است.